# Foundation for Medieval Genealogy
Foundation for Medieval Genealogy - organizacja non-profit, powołana do życia w Anglii i Walii. Zajmuje się promowaniem badań na polu średniowiecznej genealogii, prozopografii i nauk pokrewnych. Została założona w 2002 roku.
Wydaje czasopismo naukowe Foundations.